# Dieter Reuter
Dieter Reuter (* 16. Oktober 1940 in Dahlbruch; † 17. März 2016 in Altenholz) war ein deutscher Rechtswissenschaftler.
Dieter Reuter studierte an der Westfälischen Wilhelms-Universität und der Freien Universität Berlin Jura. 1965 legte er das erste Staatsexamen in Hamm und 1968 das zweite juristische Staatsexamen in Düsseldorf ab. Während des Referendariats wurde er 1967 mit der Dissertation Kindesgrundrechte und elterliche Gewalt an der Universität Münster promoviert. 1972 wurde er an der Universität Bielefeld für die Fächer Bürgerliches Recht, Handelsrecht und Arbeitsrecht habilitiert. Von 1972 bis 1974 war er ordentlicher Professor an der Freien Universität Berlin und dann Ordinarius an der Eberhard Karls Universität Tübingen. Von 1985 bis zur Emeritierung 2006 lehrte er an der Universität Kiel und war dort geschäftsführender Direktor des Instituts für Wirtschafts- und Steuerrecht, Bürgerliches Recht, Wirtschafts- und Arbeitsrecht. Neben der Lehre an der Universität war er auch als Richter am Schleswig-Holsteinischen Oberlandesgericht tätig.
Reuter engagierte sich 1992 bis 1996 als Ersatz-Fachgutachter der Deutschen Forschungsgemeinschaft. Er war 1984 Gutachter für die Wirtschaftsrechtliche Abteilung des Deutschen Juristentags (DJT) und 1996 Referent für die Arbeitsrechtliche Abteilung des DJT. Er kommentierte das Vereins- und Stiftungsrecht im Münchener Kommentar zum Bürgerlichen Gesetzbuch. Er war Mitglied des Stiftungsbeirates der Bucerius Law School.  Michael Martinek, Peter Rawert und Birgit Weitemeyer gaben 2010 zu seinem 70. Geburtstag eine Festschrift heraus. Im Jahr 2015 erhielt er für sein Lebenswerk den vom Institut für Stiftungsrecht und das Recht der Non-Profit-Organisationen an der Bucerius Law School vergebenen W. Rainer Walz-Preis.
Reuter verstarb am 17. März 2016, nachdem ihn bei einem Spaziergang auf einem Gehweg entlang der Bundesstraße 503 ein schleuderndes Auto erfasst hatte.